# Portada del palacio de los Sora

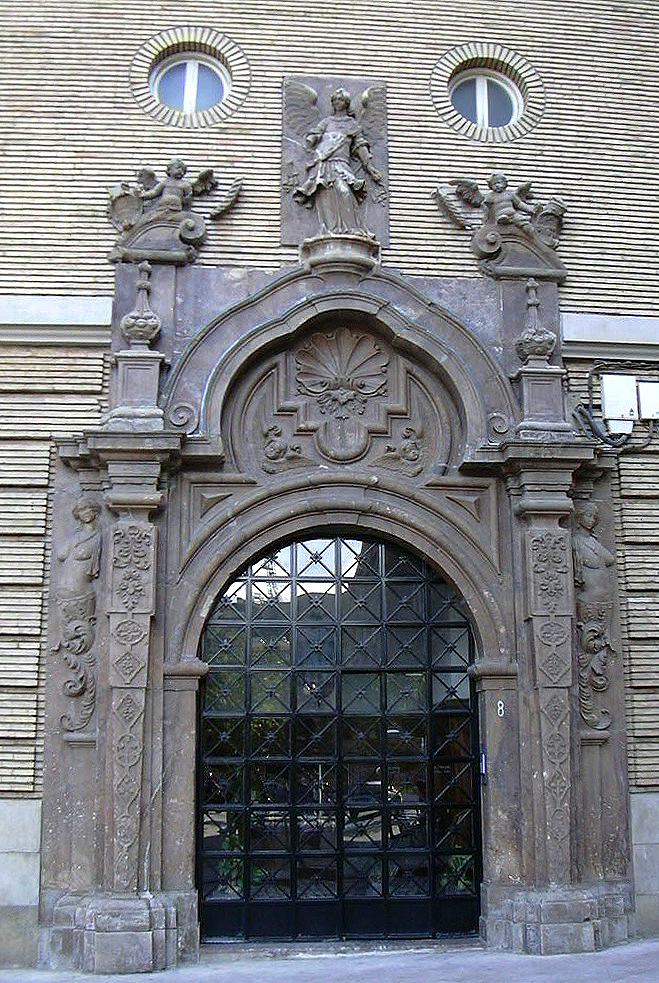
Portada del Palacio de los Sora

El Palacio de los Sora fue un edificio y monumento de corte barroco situado en la ciudad de Zaragoza, España.
Lo único que se conserva del mismo es su portada, la cual fue trasladada piedra a piedra del derribo de la casa de los Sora que estaba situada en la zona en la que se abrió la calle de San Vicente de Paúl. 
Se trata de una portada barroca tardía, de aspecto muy manierista, que combina elementos escultóricos geométricos y estuatuarios en sus relieves ornamentales. Se ubicó tras su reconstrucción como puerta de un convento de religiosas.